# Жайремское месторождение
Жайремское месторождение — месторождение полиметаллических руд в Улытауской области, в 60 км к северо-западу от города Каражал. Открыто в 1951 году, геологоразведочные работы ведутся с 1964 года. Расположено вдоль брахиантиклинали, образованной в центре Жайылминской грабен-синклинали. Руды сконцентрированы во флишоидных пластах фаменского яруса верхнего девона. Месторождение делится на три участка: Восточное, Западное и западный Киыр[уточнить]. Рудные тела в виде линз и тел сложной структуры, длиной до 200—1600 м, шириной 100—700 м, мощностью от 1 м до 115 м. Руды свинцово-цинковые, баритовые, цинко-олигонитовые и др. Основные минералы: галенит, сфалерит, мельникопит, олигоиит, барит, пирит. Руды комплексные, содержат свинец, цинк, барит, попутно медь, серебро, кадмий и др. Разрабатывается Жайремским горно-обогатительным комбинатом.